# Liste des acquisitions d'Apple

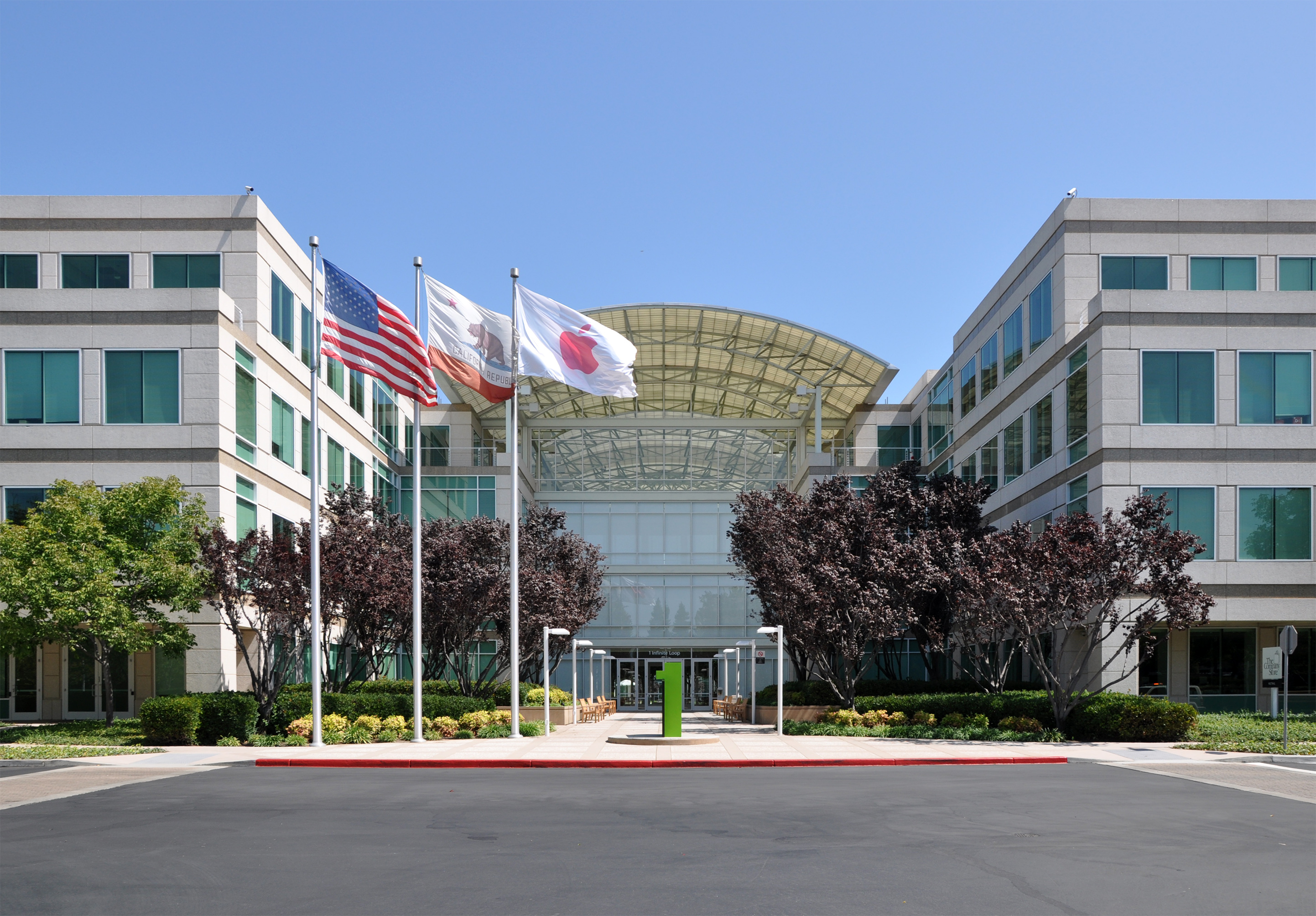
Le siège social d'Apple, situé au 1, Infinite Loop à Cupertino, en Californie, aux États-Unis.

Apple a racheté une centaine de sociétés qui lui ont permis de consolider sa position d'acteur majeur dans l'électronique grand public, les ordinateurs personnels et les logiciels informatiques.
La philosophie de l'entreprise est d'acquérir de petites entreprises qui peuvent facilement être intégrés dans les projets existants. Par exemple, Apple a acquis Emagic et son Logiciel de musique professionnel, Logic Pro, en 2002. L'acquisition a conduit à la création du Logicielle de travail audio, GarageBand, qui fait maintenant partie de la suite Logicielle, iLife.
La société a réalisé sa première acquisition le 2 mars 1988, quand elle a acheté Network Innovations. Elle a également effectué 5 cessions, dans les années 1990, aux termes desquelles des parties de la société ont été vendues à d'autres entreprises. La plus importante acquisition de l'entreprise a été l'achat de Beats Electronics en 2014 pour 3 milliards de dollars. Depuis 2010, de nombreuses acquisitions ont été faites, avec  dix rachats pour la seule année 2013. Parmi les entreprises qu'Apple a acquis, 37 proviennent des États-Unis.

## Acquisitions
Le tableau ci-dessous permet de voir les acquisitions réalisées par Apple et diverses informations à propos de celles-ci.
| #   | Date d'acquisition | Société / produit                    | Activité                                                         | Ville / Pays     | Valeur (USD)              | Références | Intégré à                         |
| --- | ------------------ | ------------------------------------ | ---------------------------------------------------------------- | ---------------- | ------------------------- | ---------- | --------------------------------- |
| 1   | 2 mars 1988        | Network Innovations                  | Logiciel                                                         | États-Unis       | —                         |            | —                                 |
| 2   | 7 juin 1988        | Orion Network Systems                | Système de communication par satellite                           | États-Unis       | —                         |            | —                                 |
| 3   | 27 juin 1988       | Styleware                            | Logiciel                                                         | États-Unis       | —                         |            | AppleWorks GS                     |
| 4   | 11 juillet 1988    | Nashoba Systems                      | Logiciel                                                         | États-Unis       | —                         |            | FileMaker                         |
| 5   | 3 janvier 1989     | Coral Software                       | Logiciel                                                         | États-Unis       | —                         |            | —                                 |
| 6   | 7 février 1997     | NeXT                                 | Entreprise d'informatique                                        | États-Unis       | 404 000 000 $             | [ 3 ]      | OS X, iOS                         |
| 7   | 2 septembre 1997   | Power Computing-Clone-Making         | Clonage d'ordinateur                                             | États-Unis       | —                         |            | —                                 |
| 8   | 8 janvier 1999     | Xemplar Education                    | Logiciel                                                         | Royaume-Uni      | 4 926 000 $               |            | —                                 |
| 9   | 3 janvier 1999     | Raycer Graphics                      | Puces électroniques                                              | États-Unis       | 15 000 000 $              |            | —                                 |
| 10  | 7 janvier 2000     | NetSelector                          | Logiciel                                                         | États-Unis       | —                         |            | —                                 |
| 11  | 11 avril 2000      | Astarte-DVD Authoring Software       | Logiciel                                                         | Allemagne        | —                         |            | DVD Studio Pro                    |
| 12  | 2000               | SoundJam MP                          | Logiciel                                                         | États-Unis       | —                         |            | iTunes                            |
| 13  | 1 avril 2001       | Bluefish Labs                        | Logiciel de productivité                                         | États-Unis       | —                         |            | —                                 |
| 14  | 11 mai 2001        | Bluebuzz                             | Services d'accès à Internet                                      | États-Unis       | —                         |            | —                                 |
| 15  | 9 juillet 2001     | Spruce Technologies                  | Logiciel d'infographie                                           | États-Unis       | —                         | [ 4 ]      | DVD Studio Pro                    |
| 16  | 31 décembre 2001   | PowerSchool                          | Système d'information en ligne                                   | États-Unis       | 62 000 000 $              |            | PowerSchool                       |
| 17  | 1er février 2002   | Nothing Real                         | Logiciel d’effets spéciaux                                       | États-Unis       | 15 000 000 $              | [ 5 ]      | Shake                             |
| 18  | 4 avril 2002       | Zayante                              | Puces électroniques et logiciel FireWire                         | États-Unis       | 13 000 000 $              | [ 6 ]      | FireWire                          |
| 19  | 11 juin 2002       | Silicon Grail Corp-Chalice           | Logiciel d'effets numérique                                      | États-Unis       | —                         | [ 7 ]      | Final Cut Pro                     |
| 20  | 20 juin 2002       | Propel Software                      | Logiciel                                                         | États-Unis       | —                         |            | —                                 |
| 21  | 21 juin 2002       | Prismo Graphics                      | Logiciels d'effets spéciaux & titrage pour films et vidéos       | États-Unis       | —                         | [ 8 ]      | LiveType (Final Cut Studio)       |
| 22  | 1er juillet 2002   | Emagic                               | Logiciel de production musicale                                  | Allemagne        | 30 000 000 $              | [ 9 ]      | Logic Pro, GarageBand             |
| 23  | Mars 2005          | Schemasoft                           | Logiciel                                                         | Canada           | —                         | [ 10 ]     | iWork                             |
| 24  | 2005               | FingerWorks                          | Reconnaissance gestuelle                                         | États-Unis       | —                         | [ 11 ]     | iOS                               |
| 25  | 16 octobre 2006    | Silicon Color                        | Logiciel                                                         | États-Unis       | —                         | ,          | Color (Final Cut Studio)          |
| 26  | 4 décembre 2006    | Proximity                            | Logiciel                                                         | Australie        | —                         | [ 14 ]     | Final Cut Server                  |
| 27  | 23 avril 2008      | P.A. Semi                            | Semi-conducteur                                                  | États-Unis       | 278 000 000 $             | ,          | Apple SOC                         |
| 28  | 7 juillet 2009     | Placebase                            | Cartographie                                                     | États-Unis       | —                         | [ 17 ]     | Plans                             |
| 29  | 6 décembre 2009    | Lala.com                             | Streaming audio                                                  | États-Unis       | 17 000 000 $              | [ 18 ]     | iCloud, iTunes Match              |
| 30  | 5 janvier 2010     | Quattro Wireless                     | Publicité sur mobile                                             | États-Unis       | 275 000 000 $             | [ 19 ]     | iAd                               |
| 31  | 27 avril 2010      | Intrinsity                           | Semi-conducteur                                                  | États-Unis       | 121 000 000 $             | [ 20 ]     | Apple SOC                         |
| 32  | 27 avril 2010      | Siri                                 | Logiciel de commande vocale                                      | États-Unis       | —                         | [ 21 ]     | Siri                              |
| 33  | 14 juillet 2010    | Poly9                                | Cartographie                                                     | Canada           | —                         | ,          | Plans                             |
| 34  | 20 septembre 2010  | Polar Rose                           | Reconnaissance de visage                                         | Suède            | 29 000 000 $              |            | iOS                               |
| 35  | 14 septembre 2010  | IMSense                              | Photo                                                            | Royaume-Uni      | 342 000 $                 | [ 24 ]     | iOS                               |
| 36  | 1er août 2011      | C3 Technologies                      | Cartographie 3D                                                  | Suède            | 267 000 000 $             | [ 25 ]     | Plans                             |
| 37  | 20 décembre 2011   | Anobit                               | Mémoire flash                                                    | Israël           | 390 000 000 $             | [ 26 ]     | iPod, iPhone, iPad                |
| 38  | 23 février 2012    | Chomp                                | Moteur de recherche pour applications                            | États-Unis       | 50 000 000 $              | ,          | App Store                         |
| 39  | 2 juin 2012        | Redmatica                            | Audio                                                            | Italie           | —                         | [ 29 ]     | Logic Pro                         |
| 40  | 27 juillet 2012    | AuthenTec                            | Sécurité pour PC & mobile                                        | États-Unis       | 356 000 000 $             | ,          | Touch ID                          |
| 41  | 27 septembre 2012  | Particle                             | Application Web HTML5                                            | États-Unis       | —                         | [ 32 ]     | iCloud, iAd                       |
| 42  | Octobre 2012       | Color Labs                           |                                                                  |                  | 7 000 000 €               | [ 33 ]     |                                   |
| 43  | 2013               | Novauris                             |                                                                  | Royaume-Uni      |                           | [ 34 ]     | Siri                              |
| 44  | 2013               | Ottocat                              | Moteur de recherche                                              | États-Unis       |                           | [ 35 ]     |                                   |
| 45  | 23 mars 2013       | WiFiSlam                             | Géolocalisation intérieur                                        | États-Unis       | 20 000 000 $              | ,          | Plans                             |
| 46  | 19 juillet 2013    | Locationary                          | Géolocalisation                                                  | Canada           | —                         | [ 38 ]     | Plans                             |
| 47  | 19 juillet 2013    | HopStop.com                          | Cartographie                                                     | États-Unis       | —                         | [ 39 ]     | Plans                             |
| 48  | 1er août 2013      | Passif Semiconductor                 | Semi-conducteur                                                  | États-Unis       | —                         | [ 40 ]     | —                                 |
| 49  | 13 août 2013       | Matcha                               | Application de découverte de média                               | États-Unis       | —                         | ,          | Apple TV                          |
| 50  | 22 août 2013       | Embark                               | Cartographie                                                     | États-Unis       | —                         | [ 43 ]     | Plans                             |
| 51  | 28 août 2013       | AlgoTrim                             | Compression de données                                           | Suède            | —                         | [ 44 ]     | —                                 |
| 52  | 3 octobre 2013     | Cue                                  | Assistant personnel                                              | États-Unis       | 50 000 000 $              |            | —                                 |
| 53  | 24 novembre 2013   | PrimeSense                           | Semi-conducteur                                                  | Israël           | 345 000 000 $             | ,          | —                                 |
| 54  | Décembre 2013      | Acunu                                | Analyse des données                                              | États-Unis       |                           | [ 47 ]     |                                   |
| 55  | 2 décembre 2013    | Topsy                                | Recherche analytique                                             | États-Unis       | 200 000 000 $             | [ 48 ]     | —                                 |
| 56  | 23 décembre 2013   | BroadMap                             | Cartographie                                                     | États-Unis       | —                         | ,          | Plans                             |
| 57  | 23 décembre 2013   | Catch.com                            | Logiciel                                                         | États-Unis       | —                         | [ 51 ]     | —                                 |
| 58  | 4 janvier 2014     | SnappyLabs                           | Logiciel photo                                                   | États-Unis       | —                         | [ 52 ]     | Camera                            |
| 59  | 21 février 2014    | Burstly                              | Logiciel                                                         | États-Unis       | —                         | [ 53 ]     | App Testing and Distribution      |
| 60  | 2 mai 2014         | LuxVue Technology                    | Écrans micro-LED                                                 | États-Unis       | —                         | [ 54 ]     | —                                 |
| 61  | 6 juin 2014        | Spotsetter                           | Moteur de recherche collaboratif                                 | États-Unis       | —                         | ,          | Plans                             |
| 62  | 29 juin 2014       | Swell                                | Streaming                                                        | États-Unis       | 30 000 000 $              | [ 57 ]     | iTunes                            |
| 63  | 29 juin 2014       | BookLamp                             | Logiciel                                                         | États-Unis       | —                         | [ 58 ]     | iBooks                            |
| 64  | 1er août 2014      | Beats Electronics                    | Équipements audio, streaming (Beats Music)                       | États-Unis       | 3 000 000 000 $           | ,          | iPhone, iTunes                    |
| 65  | 23 septembre 2014  | Prss                                 | Magazine numérique                                               | Pays-Bas         | —                         | [ 61 ]     | —                                 |
| 66  | 2014               | Dryft                                | Application de clavier                                           | États-Unis       | —                         | [ 62 ]     | —                                 |
| 67  | 21 janvier 2015    | Semetric                             | Music analytics                                                  | Royaume-Uni      | 50 000 000 $              | [ 63 ]     | iTunes Radio, Beats Music         |
| 68  | 24 février 2015    | Camel Audio                          | Audio                                                            | Royaume-Uni      | —                         | [ 64 ]     | Logic Pro                         |
| 69  | 24 mars 2015       | FoundationDB                         | Base de données                                                  | États-Unis       | —                         | [ 65 ]     | iCloud                            |
| 70  | 14 avril 2015      | LinX                                 | Caméra                                                           | Israël           | 20 000 000 $              | [ 66 ]     | iPod, iPhone, iPad                |
| 71  | 17 mai 2015        | Coherent Navigation                  | Cartographie                                                     | États-Unis       | —                         | [ 67 ]     | Plans                             |
| 72  | 28 mai 2015        | Metaio                               | Réalité augmentée                                                | Allemagne        | —                         | [ 68 ]     | Vision Pro                        |
| 73  | 16 septembre 2015  | Mapsense                             | Visualisation de la cartographie et collecte de données          | États-Unis       | 25 000 000 - 30 000 000 $ | [ 69 ]     | Plans                             |
| 74  | 2 octobre 2015     | VocalIQ                              | Interfaces personne-machine vocales et apprentissage automatique | Royaume-Uni      | —                         | [ 70 ]     | Siri                              |
| 75  | 5 octobre 2015     | Perceptio                            | Apprentissage automatique, Reconnaissance d'images               | États-Unis       | —                         | [ 71 ]     | —                                 |
| 76  | 24 novembre 2015   | Faceshift                            | Capture de mouvement                                             | Suisse           | —                         | [ 72 ]     | —                                 |
| 77  | 7 janvier 2016     | Emotient                             | Reconnaissance faciale                                           | États-Unis       | —                         | [ 73 ]     | iPhone, iPad, iPod, iMac          |
| 78  | 28 janvier 2016    | LearnSprout                          | Logiciel d'éducation                                             | États-Unis       | —                         | [ 74 ]     | —                                 |
| 79  | 29 janvier 2016    | Flyby Media                          | Logiciel de réalité augmentée                                    | États-Unis       | —                         | [ 75 ]     | iPhone, iPod, iPad                |
| 80  | 3 février 2016     | LegbaCore                            | Sécurité de Firmware                                             | États-Unis       | —                         | [ 76 ]     | UEFI (Core OS)                    |
| 81  | 26 juillet 2016    | 16 épisodes de ''Carpool Karaoké''   | Série de Comédie/Karaoké                                         | États-Unis       | —                         | [ 77 ]     | Apple Music                       |
| 82  | 5 août 2016        | Turi                                 | Apprentissage automatique                                        | États-Unis       | 200 000 000 $             | [ 78 ]     | Xcode                             |
| 83  | 22 août 2016       | Gliimpse                             | Plateforme de santé                                              | États-Unis       | —                         | [ 79 ]     | HealthKit, ResearchKit et CareKit |
| 84  | 22 septembre 2016  | Tuplejump                            | Apprentissage automatique                                        | Inde             | —                         | ,          | Siri, CoreML                      |
| 85  | 1er décembre 2016  | Indoor.io                            | Cartographie intérieure et navigation                            | Finlande         | —                         | [ 82 ]     | Maps                              |
| 86  | 23 mars 2017       | Workflow (en)                        | Application d'automatisation et de script                        | États-Unis       | —                         | ,          | iOS                               |
| 87  | 9 mai 2017         | Beddit                               | Matériel de suivi du sommeil                                     | Finlande         | —                         | [ 85 ]     | iOS                               |
| 88  | 13 mai 2017        | Lattice Data                         | Intelligence artificielle                                        | États-Unis       | 200 000 000 $             | [ 86 ]     | Photos                            |
| 89  | 16 juin 2017       | SensoMotoric Instruments             | Matériel et logiciel de suivi de l'oeil                          | Allemagne        | —                         | [ 87 ]     | Vision Pro                        |
| 90  | Juillet 2017       | InVisage Technologies                |                                                                  | États-Unis       |                           | ,          |                                   |
| 91  | août 2017          | Vrvana                               | Visiocasque de réalité augmentée                                 | Canada           | 30 000 000 $              | [ 90 ]     | Vision Pro                        |
| 92  | 29 septembre 2017  | Regaind                              | Vision par ordinateur                                            | France           | —                         | [ 91 ]     | Photos                            |
| 93  | octobre 2017       | init.ai                              | Assistant de messagerie                                          | États-Unis       | —                         | [ 92 ]     | Siri                              |
| 94  | octobre 2017       | PowerbyProxi                         | Chargement par induction (en)                                    | Nouvelle-Zélande | —                         | ,          | iPhone, AirPower                  |
| 95  | Décembre 2017      | Spektral                             | Photographie                                                     | Danemark         | 30 000 000 $              | [ 95 ]     | Apple Photos                      |
| 96  | 05 décembre 2017   | Pop Up Archive                       |                                                                  | États-Unis       |                           | ,          | Podcasts (Apple)                  |
| 97  | 11 décembre 2017   | Shazam                               | Reconnaissance musicale et d'image                               | Royaume-Uni      | ~400 000 000 $            | [ 98 ]     | iTunes, Siri, Apple Music         |
| 98  | 2018               | Laserlike                            | Intelligence artificielle                                        | États-Unis       |                           | [ 99 ]     |                                   |
| 99  | 2018               | Silk Labs                            | Intelligence artificielle                                        | États-Unis       |                           | ,          |                                   |
| 100 | 2018               | Tueo Health                          |                                                                  | États-Unis       |                           | ,          |                                   |
| 101 | 02 janvier 2018    | Buddybuild                           |                                                                  | Canada           |                           | ,          |                                   |
| 102 | 12 mars 2018       | Texture                              | Magazine                                                         | États-Unis       |                           | ,          | Apple News                        |
| 103 | 29 aout 2018       | Akonia Holographics                  | Réalité augmentée                                                | États-Unis       |                           | ,          | Apple Vision Pro                  |
| 104 | 11 octobre 2018    | Dialog Semiconductor (achat partiel) | Développement puce                                               | Royaume-Uni      | 600 000 000 $             | [ 110 ]    |                                   |
| 105 | 7 Décembre 2018    | Platoon                              | Création et distribution de musique                              | Royaume-Uni      | —                         | [ 111 ]    | Apple Music                       |
| 106 | 15 février 2019    | PullString                           |                                                                  | États-Unis       |                           | ,          | Siri                              |
| 107 | 21 mars 2019       | Stamplay                             |                                                                  | Italie           | 5 600 000 $               | ,          |                                   |
| 108 | 25 juin 2019       | Drive.ai                             | Véhicule autonome                                                | États-Unis       |                           | [ 116 ]    | Apple Car                         |
| 109 | 25 juillet 2019    | Intel (achat partiel)                | Modems Mobiles                                                   | États-Unis       | 1 000 000 000 $           | [ 117 ]    |                                   |
| 110 | 03 octobre 2019    | IKinema                              |                                                                  | Royaume-Uni      |                           | ,          |                                   |
| 111 | 12 décembre 2019   | Spectral Edge                        | Photographie                                                     | Royaume-Uni      |                           | [ 120 ]    | Apple Photos                      |
| 112 | 15 janvier 2020    | Xnor.ai                              | Intelligence artificielle                                        | États-Unis       | 200 000 000 $             | [ 121 ]    | Siri                              |
| 113 | Début 2020         | Scout FM                             | Podcasts, Intelligence artificielle                              | États-Unis       |                           | [ 122 ]    | Podcasts                          |
| 114 | 31 mars 2020       | Dark Sky                             | Météo                                                            | États-Unis       |                           | ,          | Météo                             |
| 115 | Mars 2020          | Voysis                               | Intelligence artificielle                                        | Irlande          | —                         | ,          | Siri                              |
| 116 | Avril 2020         | NextVR                               | Réalité virtuelle                                                | États-Unis       | —                         | ,          | Vision Pro                        |
| 117 | 27 mai 2020        | Inductiv                             | Intelligence artificielle                                        | Canada           |                           | ,          | Siri                              |
| 118 | 24 juin 2020       | Fleetsmith                           |                                                                  | États-Unis       | —                         | [ 131 ]    | iPhone, iPad, IOS                 |
| 119 | 31 juillet 2020    | Mobeewave                            |                                                                  | Canada           | 100 000 000 $             | [ 132 ]    | IPhone                            |
| 120 | 20 aout 2020       | Camerai                              | Réalité augmentée                                                | Israël           | —                         | [ 133 ]    | IPhone                            |
| 121 | 25 aout 2020       | Spaces                               | Réalité augmentée                                                | États-Unis       | —                         | [ 134 ]    | Vision Pro                        |
| 122 | Octobre 2020       | Vilynx                               | Intelligence artificielle                                        | Espagne          | 50 000 000 $              | ,          | Siri                              |
| 123 | 15 janvier 2021    | Curious AI                           | Intelligence artificielle                                        | Finlande         | —                         | [ 137 ]    | Siri                              |
| 124 | 30 aout 2021       | Primephonic                          | Streaming musical                                                | États-Unis       | —                         | [ 138 ]    | Apple Music                       |
| 125 | 07 février 2022    | AI Music                             | Streaming musical                                                | Royaume-Uni      | —                         | [ 139 ]    | Apple Music                       |
| 126 | Mars 2023          | WaveOne                              | Intelligence artificielle                                        | États-Unis       |                           | ,          | Apple TV+                         |
| 127 | 23 mars 2023       | Credit Kudos INC                     | Technologie financière                                           | Royaume-Uni      | 150 000 000 $             | [ 142 ]    | Apple Card                        |
| 128 | 05 juin 2023       | Mira                                 | Réalité augmentée                                                | États-Unis       | —                         | [ 143 ]    | Vision Pro                        |
| 129 | 05 septembre 2023  | BIS Records                          |                                                                  | Suède            | —                         | [ 144 ]    | Apple Music                       |
| 130 | 17 décembre 2023   | Datakalab                            | Compression de données & Intelligence artificielle               | France           | —                         | [ 145 ]    | Apple Intelligence                |
| 131 | 14 mars 2024       | DarwinAI                             | Intelligence artificielle                                        | Canada           | —                         | [ 146 ]    | Siri                              |
| 132 | 1er Novembre 2024  | Pixelmator Team                      | Edition d'image                                                  | Lituanie         | —                         |            | OS X, IOS                         |